# Koningsvissen
Koningsvissen (Lampriformes of Lampridiformes) vormen een orde van straalvinnige vissen. Het is ook de naam van een familie binnen deze orde (Lampridae). Het is de enige orde binnen de superorde Lampridiomorpha.
Ze omvat ongeveer 50 levende soorten diepzeevissen. De vissen hebben zich afgescheiden aan het eind van het Krijt of de daaropvolgende Paleoceense periode, 60 tot 70 miljoen jaar geleden. Haar zusterorde is de orde van de Lantaarnvissen (Myctophiformes).

## Kenmerken
Deze grote, hooggebouwde, tandeloze oceaanvissen zijn zijdelings sterk samengedrukt. De zeven families bevatten maar enkele geslachten en soorten, die sterk uiteenlopen in vorm en grootte: er zijn riemvissen van 17 meter lang gevangen. 

## Leefwijze
Hun voedsel bestaat merendeels uit inktvissen en kreeftachtigen.

## Verspreiding en leefgebied
De vissen worden gewoonlijk aangetroffen op een diepte van 100 tot 1000 meter, maar het zijn geen bodemdieren.

## Families
- Lampridae (Echte koningsvissen)
- Lophotidae (Lintvissen)
- Radiicephalidae (Radiicephalen)
- Regalecidae (Riemvissen)
- Stylephoridae Regan, 1924 (Draadstaartvissen)
- Trachipteridae (Spaanvissen)
- Veliferidae Bleeker, 1859 (Zeildragers)

## Bron
1. ↑  Systematiek van de levende vissoorten